# Повернись живим
«Поверни́сь живи́м» (коротка назва ПЖ) — фонд допомоги армії та громадська організація а також Центр ініціатив ПЖ — громадська організація, яка сприяє посиленню сфери безпеки та оборони України.
Мета організації — зробити Сили оборони України ефективнішими, спроможнішими системно протистояти ворогові. Задля збереження життя українських військових Фонд закуповує обладнання, зокрема тепловізійну оптику, квадрокоптери, автомобілі, засоби захисту, зв'язку та розвідки. Інструктори «Повернись живим» займаються підготовкою саперів, операторів БПЛА, артилеристів і снайперів, навчають домедичній допомозі. З травня 2014 року по квітень 2024-го фонд зібрав понад 11 мільярдів гривень на допомогу Силам оборони України та підготував понад 10 тисяч висококваліфікованих військових фахівців[ангажоване джерело].

## Історія
Ініціативу «Повернись живим» у травні 2014 року заснував IT-спеціаліст із Києва Віталій Дейнега. Допомога військовим розпочиналася із закупівлі бронежилетів, на яких наносили імена спонсорів та напис «Повернись живим». Протягом першого місяця команда волонтерів обрала спеціалізацію роботи — закупівлю тепловізорів, високотехнологічних засобів розвідки та спостереження, які безпосередньо впливають на перебіг бойових дій і збереження життя військових.  
30 травня 2014 року фонд доправив на передову перший тепловізор. Першими допомогу від «Повернись живим» отримали 80 ОДШБр та 95 ОДШБр, а згодом усі бойові бригади на лінії фронту. Станом на 2021 рік фонд надавав допомогу близько 100 бойовим частинам та підрозділам ЗСУ.
З середини травня 2014 року фонд започаткував ведення публічної звітності. Крім оптики, в 2014 році фонд забезпечив 40 авіабригаду авіаційними GPS-навігаторами, а протягом 2015 року передав радари на транспортний корабель «Горлівка», фрегат «Гетьман Сагайдачний», радіолокаційну систему на прикордонний сторожовий корабель «Донбас».
У 2015 році фонд оформили юридично.
У червні 2015-го інструктори «Повернись живим» почали навчати військових за напрямом «Саперна справа», а у вересні — готувати артилеристів, танкістів. У березні 2017 року фонд запустив навчальну програму з підготовки снайперів. З літа 2021-го започаткував інструкторський напрям підготовки операторів БПЛА.
2018 року було створено ветеранський та аналітичний відділи і зареєстровано громадську організацію «Повернись живим!».
У серпні 2019 року Фонд встановив на фронті перший мобільний комплекс спостереження власної розробки. Комплекс дає змогу військовим із укриття цілодобово спостерігати за лінією фронту, виявляючи рух і дії підрозділів та ДРГ противника.
Після повномасштабного нападу росіян 24 лютого 2022 року фонд значно збільшив обсяги допомоги та взаємодії з військовими підрозділами. У 2022 році ПЖ став першою благодійною організацією в історії України, яка отримала ліцензію на закупівлю закордоном товарів подвійного та військового призначення, включно з летальним озброєнням.
Станом на квітень 2024 року в «Повернись живим» працюють 118 людей.
10 травня 2024 року фонд відзначив своє десятиріччя.

## Структура
З 2020 року керівні повноваження у фонді розподілено між директором і Наглядовою радою. Вона затверджує стратегію роботи організації, контролює її виконання, за підсумками відкритого конкурсу обирає керівника фонду. До складу фонду входить 5 департаментів.
1. Воєнний департамент[17] вивчає потреби ЗСУ у техніці, закуповує і доправляє найнеобхідніше військове обладнання у підрозділи й моніторить його використання. Працівники відділу дізнаються про ключові проблеми і потреби безпосередньо від бійців. Інструктори фонду навчають військових за такими напрямами: ведення вогню з закритих позицій; мінна безпека; снайпінг; керування безпілотниками; домедична допомога. Створюють та впроваджують нові навчальні програми, курси, які покращують індивідуальну та групову підготовку військовослужбовців. Також відділ організовує навчання для молодших офіцерів за напрямом «Менеджмент та лідерство у військовому підрозділі»[19].
2. Департамент стратегічних ініціатив включає в себе аналітичний та ветеранський напрями. Ветеранський відділ реалізує проєкти зі спортивної реабілітації та розвитку ветеранського підприємництва. «Повернись живим» — співорганізатор міжнародних змагань Invictus Games та Warrior Games в Україні. Фонд започаткував і розвиває Федерацію ветеранського спорту. З 2018 року «Повернись живим» — співорганізатор Міжнародного ветеранського та волонтерського форуму «Там, де ми — там Україна»[20][21][22]. Аналітичний відділ вивчає та аналізує проблеми[17], пов'язані з обороною України, та шляхи їхнього розв'язання, готує рекомендації для керівництва Збройних сил України, вищого військово-політичного керівництва держави щодо проблемних питань у секторі безпеки та оборони України. Співпрацює з органами армійського управління, громадськими організаціями, експертним середовищем і бізнесом. Аналітики фонду проаналізували та підготували дослідження про актуальний стан та проблеми військового зв'язку ЗСУ, причини звільнення військовослужбовців з армії[23], допомогли реформувати Сили територіальної оборони.
3. Департамент розвитку та партнерств включає в себе фандрейзинг, міжнародне співробітництво, комунікації та маркетинг. Відповідає за зростання потенціалу організації, планування та реалізацію партнерських проєктів і визначення спільних стратегічних пріоритетів співпраці. Розбудовує довгострокові стосунки з партнерами, залучає ресурси для втілення проєктів благодійного фонду і громадської організації «Повернись живим», адміністративної діяльності та посилення інституційних спроможностей. Створює власний унікальний контент на сайті та шести соцмережах організації. Розробляє і реалізує самостійно і в колаборації з бізнесом і стейкхолдерами кампанії зі збору коштів на проєкти фонду та громадської організації «Повернись живим». Станом на весну 2024 року Facebook-спільнота[24] фонду налічує понад 3,5 мільйона підписників. Спільнота «Повернись живим» у Twitter[25] становить понад 290 тисяч підписників.
4. Фінансовий департамент готує та супроводжує публічну онлайн-звітність на сайті фонду. Він звітує перед органами Державної фіскальної служби, статистики, донорами і благодійниками, обліковує закупівлі фонду і передане військовим майно.
5. Операційний департамент забезпечує організаційні, логістичні та інші потреби організації. Опікується фізичною та цифровою безпекою, функціонуванням офісу, використанням майна, кадровою структурою та організаційною політикою. Забезпечує якомога сприятливіші робочі умови для колективу, аби він міг ефективніше втілювати місію «Повернись живим» у життя.

## Громадська організація
У 2018 року було зареєстровано громадську організацію «Повернись живим!» , яка у 2024 році трансформувалася у «Центр ініціатив ПЖ.»
Центр фокусує свою діяльність на співпраці з громадським сектором, військово-політичним керівництвом та міжнародними партнерами, що взаємно доповнює діяльність фонду «Повернись живим».
Наразі Центр ініціатив ПЖ має два головних напрями: 
- Аналітичний
- Ветеранський.

Таке виокремлення покликано для розбудови більш ефективної роботи в напрямі формування державник політик, інституцій та ком’юніті в сфері безпеки та оборони.

## Директор фонду
Директор фонду визначається голосуванням Наглядової ради фонду.
Навесні 2020 року засновник та керівник фонду Віталій Дейнега передав управління організацією ексміністерці у справах ветеранів Оксані Коляді, але невдовзі вона залишила цю посаду. В листопаді «Повернись живим» очолив ветеран, колишній морський піхотинець, співзасновник «Українського мілітарного центру», волонтер Тарас Чмут.
| Директор                 | Початок       | Закінчення    | Примітки |
| ------------------------ | ------------- | ------------- | -------- |
| Дейнега Віталій Олегович | травень 2014  | березень 2020 |          |
| Коляда Оксана Василівна  | травень 2020  | жовтень 2020  |          |
| Чмут Тарас Миколайович   | листопад 2020 | до тепер      |          |

## Напрями діяльності

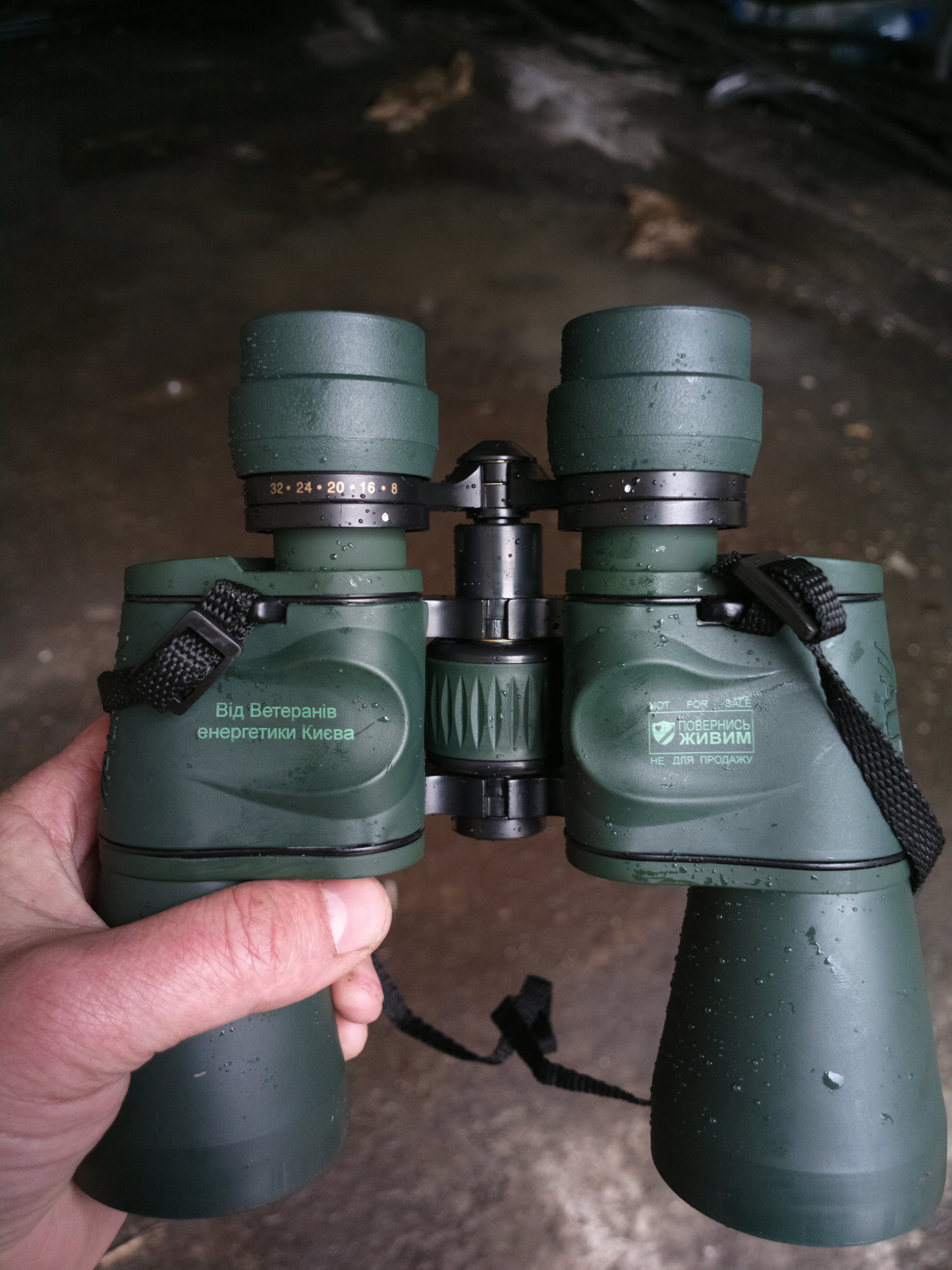
Бінокль від ветеранів енергетики Києва та «Повернись живим». Видно маркування «Не для продажу»

### Забезпечення військових обладнанням
Військовий відділ працює безпосередньо з армійцями: військові логісти, інструктори спілкуються з командирами підрозділів та формують список потреб. Після оцінки заявок на забезпечення «Повернись живим» закуповує та доправляє на передову необхідні прилади.
Фонд передає військовим тепловізійну, нічну та денну (перископи, біноклі тощо) оптику, приціли та далекоміри, переносні радіостанції, GPS-навігатори, БПЛА, радари для кораблів («Гетьман Сагайдачний», «Горлівка», «Донбас»), генератори. З 2019 року фонд постачає військовим мобільні комплекси спостереження.

### Посилення війська
Фонд розробив для посилення армії мобільний комплекс спостереження, індивідуальні та групові комплекти розмінування, графічно-розрахунковий комплекс ARMOR, інклінометр, макет артилерійського озброєння.

### Навчання військових
Фонд має власні інструкторські програми та навчає військових за 5 напрямами:

#### Ведення вогню з закритих позицій
Інструктори навчають використовувати ГРК ARMOR — електронний калькулятор, що дає змогу швидко визначати координати та орієнтирні напрямки, розраховувати дані для стрільби з гранатометів, мінометів і танків із закритих вогневих позицій.

#### Мінна безпека
Програма навчання включає три етапи. Кожен із них супроводжується теоретичною програмою з інженерної справи та відпрацюванням отриманих знань в умовах, максимально наближених до бойових. Військових навчають виявляти та знешкоджувати вибухонебезпечні предмети на відкритій місцевості та у приміщеннях. Також фондом розроблено індивідуальні та групові комплекти розмінування. Ці набори інструментів для розв'язання оперативних задач фахівців саперної справи допомагають визначати та знешкоджувати вибухові пастки, розчищати дороги для проходу бойових груп.

#### Снайпінг
Фахівці навчають високоточній стрільбі, виявленню позицій, з яких може вестися ворожий вогонь, тактиці спостереження, корегуванню вогню та знищенню пріоритетних цілей. Кожен другий український снайпер на лінії зіткнення навчався в інструкторів «Повернись живим», станом на грудень 2021 року. 
З червня 2023 року до січня 2024-го інструктори «Повернись живим» зі снайпінгу підготували у межах проєкту «Звіролови» 556 марксменів (піхотних снайперів) 11 військових частин. Кожен, хто пройшов навчання, отримав оптичний або тепловізійний приціл від Фонду. Загалом закуплено 1122 одиниці майна — крім прицілів із надійними кріпленнями, це ще екрани для спостереження, штативи, далекоміри, монокуляри тощо. На все витрачено понад 34,3 млн грн .

#### Оператори БПЛА
Інструктори навчають протидії та використанню БПЛА, тактиці застосування, веденню повітряної розвідки, корегуванню, аналізу та дешифруванню розвідданих.

#### Домедична допомога
«Повернись живим» із березня 2023 року по січень 2024 року розгорнув 27 навчальних класів із тактичної медицини і забезпечив тренувальним майном 10 осередків підготовки військових Сил оборони України в рамках проєкту «Тримаю!». Станом на лютий 2024 року, в них пройшли підготовку близько 120 тис. військовослужбовців, із них 2,5 тис. — бойові медики . Вартість проєкту становить 20,8 млн грн. Їх Фонд зібрав у партнерстві з компанією Ciklum.
Також протягом 2019 — 2021 років фонд спільно з Центром лідерства Українського католицького університету реалізовував навчання офіцерів командного й начальницького складу за напрямом «Менеджмент і лідерство у військовому підрозділі». 

### Дослідження проблем у сфері оборони
За 4 роки роботи аналітичний відділ «Повернись живим» провів 7 досліджень, зокрема такі: «Військовий зв'язок ЗСУ: актуальний стан та проблеми», «Чому військовослужбовці звільняються з армії?», «Територіальна оборона України: історія, сучасний стан та майбутнє».
У дослідженні щодо ТРО представлено низку рекомендацій, дотримання яких може допомогти теробороні стати більш ефективною та відповідати сучасним викликам. Фонд «Повернись живим» у партнерстві з Головнокомандувачем ЗСУ та командуванням Сил територіальної оборони ЗСУ активно працював над нормативно-правовою базою територіальної оборони.

### Реабілітація ветеранів та підтримка ветеранських ініціатив
Фонд допомагає ветеранам адаптуватися, а державі і суспільству — створювати для цього необхідні умови. Ця задача реалізується за двома ключовими напрямами: ветеранський спорт і ветеранський бізнес.
З 2019 року фонд є співорганізатором проведення національних змагань «Ігри нескорених» в Україні, а також відбору та підготовки Національної збірної України для участі у міжнародних Invictus Games. У 2022 року збірна взяла участь в Іграх у Гаазі, де здобула 16 медалей.
На базі «Ігор нескорених» реалізовано проєкт «Спортивні амбасадори». Його мета — позитивно впливати на психологічний стан ветеранів, надавати їм базові навички саморозвитку і самовдосконалення. 14 амбасадорів реалізували свої спортивні та менторські проєкти і продовжують працювати над реалізацією нових.
З 2021 року «Повернись живим» — співорганізатор відбору до Національної збірної України для участі у спортивних змаганнях Warrior Games. За результатом відбору 40 українських захисників уперше в історії України восени 2022 змагатимуться з представниками США, Австралії, Канади, Великої Британії, Данії, Нідерландів та Грузії в адаптивних видах спорту.
З 2018 року «Повернись живим» — співорганізатор міжнародного волонтерського та ветеранського форуму «Там, де ми — там Україна». Також фонд входить до оргкомітету проведення Маршу захисників на День Незалежності України.
Фонд запустив V-Corp — всеукраїнський проєкт підтримки ветеранів і ветеранок, які прагнуть відкрити або розвинути свій бізнес.

### Рекламні кампанії та креативні проєкти
З 2014 року фонд реалізував низку проєктів з українськими митцями, брендами, стратегами.
З 2014 року «Повернись живим» створює благодійні календарі, мета яких — зібрати кошти для допомоги українській армії та актуалізувати питання війни в інформаційному просторі. Календарі на 2015 і 2016 рр. мали назви «Кіборги» та «Кіборги. Рік потому» й були присвячені захисникам Донецького аеропорту. Календар на 2017 р. «Ветерани. Життя триває» — це історії 12 ветеранів, які повернулися до мирного життя. У 2018 році календар фонду розповідав про військову їжу, переосмислену в художній формі. Календар на 2019 р. «Військовий словник» через художні образи показав феномен військових неологізмів та вплив війни на лексику мови. Календар виконано у форматі військового словника, де кожна сторінка — це ілюстрація слів із лексикону українських військових, які змінили своє значення за останні роки. Портрети ветеранів, які мали представляти Україну на «Іграх нескорених», увійшли до календаря на 2020 рік. Календар на 2021 р. «Творці» включав фото з передової, виконані військовим фотографом Олександром Глядєловим. Календар «Реальні масштаби» на 2022 р. — це 12 сюжетів, розгорнутих на пейзажах Донбасу, де відбуваються події російсько-української війни. Центральними об'єктами композицій стали трансформовані 3D-моделі різних пристроїв, які допомагають зберегти життя військових, бути більш точними в протидії ворогові та захищати незалежність України.
У 2015 р. фонд запустив кампанію «Армії потрібні очі». В її межах було розроблено відео- та радіоролики, розміщено зовнішню рекламу. Кампанія актуалізувала проблему відсутності на передовій приладів нічного бачення та дала змогу залучити кошти на купівлю тепловізорів.
Фонд розробив додаток «Військовий будильник». Кожне натискання паузи на будильнику надсилало гроші на потреби військових. Слова до рінгтону будильника написав Сергій Жадан, а виконали гурт «Лінія Маннергейма» і Саша Кольцова. У 2017 та 2018 рр. фонд отримав відзнаку Best Marketing Teams («Найкраща маркетингова команда») під час церемонії Effie Awards Ukraine. Також додаток отримав золоту нагороду конкурсу Art Directors Club of Europe в категорії «Інтеграція та інновації». Також фонд запустив кампанію «Військовий словник». У межах кампанії, яка була присвячена феномену військових неологізмів та їхнього впливу на мову, було створено календар фонду, радіорекламу та зовнішню рекламу
Радіореклама «Немирна поезія». Фонд переосмислив класичну літературу, замінивши останні рядки мирної поезії Тараса Шевченка, Лесі Українки та Миколи Вінграновського на римовані слова про російсько-українську війну.

### Проєкти з брендами, партнерами, волонтерами
У липні 2014 року у Львові відбувся мистецький проєкт, надходження від якого були спрямовані на потреби 80-ї та 95-ї бригад.
У березні 2015 року «Повернись живим» та кілька інших волонтерських організацій розпочали акцію з продажу футболок і хусток для збору грошей на обладнання та засоби захисту військовим.
У квітні 2015 року спільно з «Укрпоштою» було започатковано акцію «Напиши солдату». У Київській та Донецькій областях продавалися спеціальні листівки вартістю 10 гривень для відправлення військовим. На зібрані 256 тисяч гривень було придбано та обладнано реанімобіль для 56-ї бригади, який потрапив на фронт під Маріуполь у червні 2016 року.
У 2016—2017 рр. фонди «Повернись живим» і «Народний тил» разом із ветеранами війни в межах акції «Е-десятина» надсилали листи-звернення народним депутатам, міністрам, прокурорам, очільникам ОДА, мерам із пропозицією пожертвувати на потреби армії частину задекларованих ними статків. Акція проходила в два етапи: перший розпочався в листопаді 2016 року, другий — у березні 2017 року. У межах акції було надіслано близько 400 листів. Від посадовців надійшло близько 30 листів, деякі надали звітність про надану допомогу особисто чи через власні фонди, дехто задонатив через «Повернись живим».
У районі Авдіївки за сприяння фонду було встановлено обладнання для трансляції українського телебачення (частково за рахунок коштів від продажу «Історії України від Діда Свирида»). Трансляція почалася 5 грудня 2017 року і тривала до 2019 року.
Фонд влаштовував спільні акції з підприємствами та культурними установами, зокрема з книжковим інтернет-магазином Yakaboo.ua та театральним колективом Сергія Перекреста, які протягом певного часу перераховували на потреби армії 10 % своїх прибутків.
У 2016—2017 рр. «Повернись живим» та Uklon провели спільну акцію #WARTAXI. У мобільному додатку можна було вибрати сервіс #wartaxi. Вартість поїздки перераховувалася на допомогу армії. Водіями військового таксі стали ветерани та волонтери. Акції проходили в Києві, Дніпрі, Одесі та Львові. В межах кампанії було зібрано близько 190 тис. грн, за які придбано 4 автівки для 30-ї окремої механізованої бригади імені князя Костянтина Острозького, 28-ї окремої механізованої бригади імені Лицарів Зимового Походу та 24-ї окремої механізованої бригади імені короля Данила. Акція #WARTAXI отримала нагороду на 18-му Kyiv International Advertising Festival. Крім того, Uklon постійно підтримує інституційний розвиток «Повернись живим». Фінансова підтримка Uklon допомагає фонду розвиватися, щоб забезпечувати підвищення обороноздатності країни.
У 2018 році «Повернись живим» разом із Pizza Veterano провели акцію «Крайній день в офісі». Андрій Хливнюк, Ахтем Сеітаблаєв та Марко Галаневич на 1 день перетворилися на доставщиків піци. Вони доставляли піцу учасникам благодійного аукціону. За підсумками акції придбано квадрокоптер для одного з підрозділів ЗСУ.
До Дня захисників та захисниць України 2021 року онлайн-сервіс виклику авто Uklon та «Повернись живим» провели спільну кампанію зі збору коштів на мобільні комплекси спостереження. 14 днів через QR-коди в автівках сервісу кожен бажаючий міг долучитися до акції, підтримавши ЗСУ. Також 14 жовтня сервіс організував день безкоштовної доставки для ветеранських бізнесів у восьми містах. У межах кампанії зібрано майже 200 тисяч гривень, що дало змогу придбати 2 мобільні комплекси спостереження для фронту.
У червні 2023 року фонд представив свій річний звіт у кооперації з креативною агенцією Publicis Ukraine та андеграундним виконавцем Ницо Потворно. Звіт складається з трьох частин: 1 — друкований, стилізований як музична платівка, тексти в якому як lyrics; 2 — трек «Таймлайн» від андеграундного виконавця «Ницо Потворно»; 3 — мініальбом-подкаст із представниками фонду.

### Адвокація прийняття рішень у сфері оборони
11 лютого 2016 р. керівник «Повернись живим» Віталій Дейнега та представники кількох інших волонтерських організацій подали звернення до державних органів щодо ситуації на флоті, після чого було призначено нового командувача ВМС України
Фонд вплинув на становлення Сил спеціальних операцій ЗСУ.
Надає експертну та матеріально-технічну допомогу Силам територіальної оборони ЗСУ.

## Передача техніки військовим
З 2016 року техніка видається на тимчасовій основі, на прилади наносяться гравіювання та унікальний номер. Підрозділ, що отримує техніку від фонду, ставить її на облік. Коли фонд отримує запит від військових, він перевіряє його доцільність, після цього здійснюється або закупівля нового, або передача наявного обладнання. До повномасштабного вторгнення 2022 року після ротації бригади фонд забирав техніку на технічне обслуговування. Наступній бригаді видавалось інше обладнання. З 24 лютого 2022 року передана фондом техніка ставиться на баланс військової частини, що її отримала.

## Робота з початку повномасштабного вторгнення РФ 24 лютого 2022

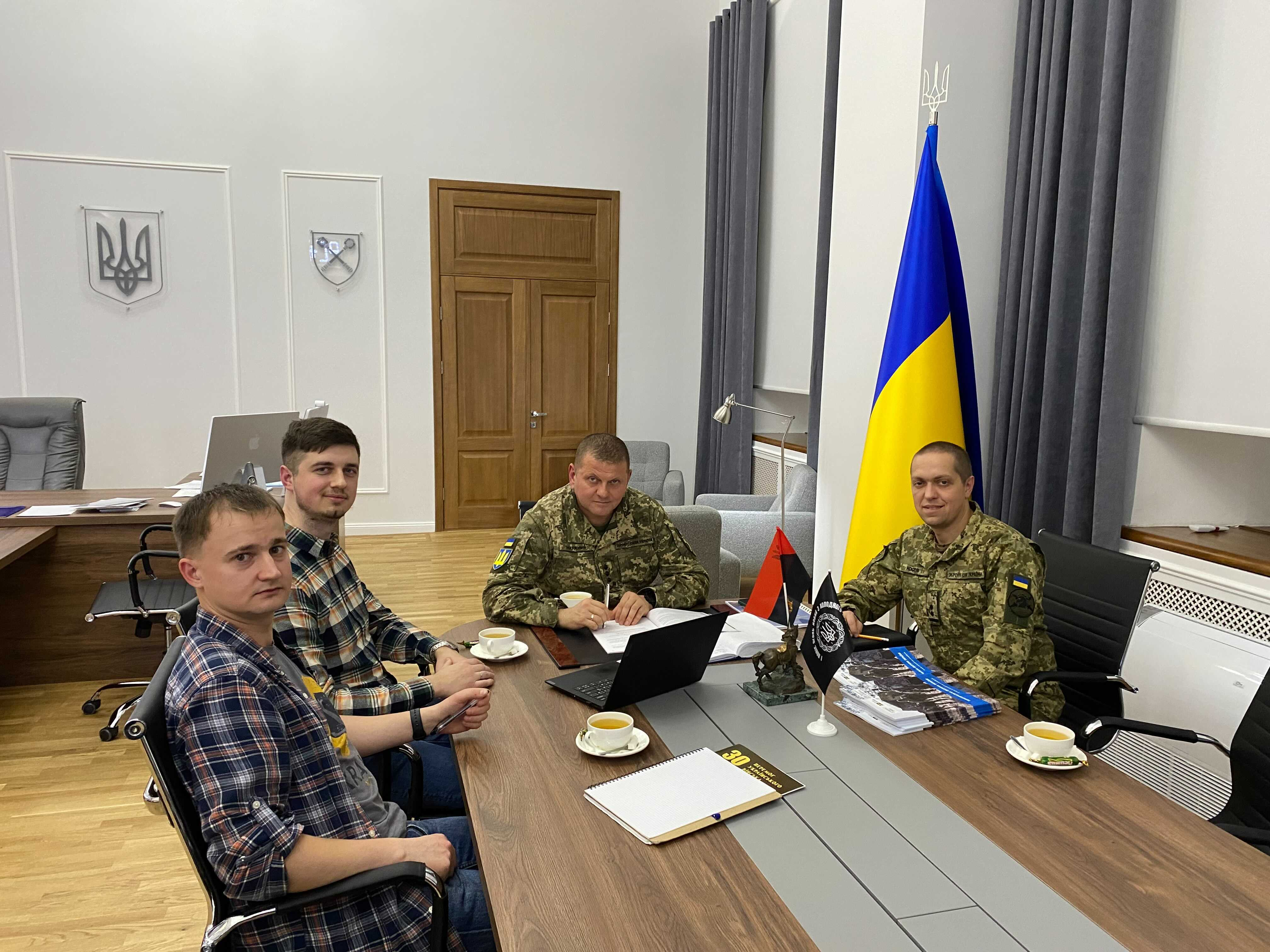
Директор та аналітик Фонду на зустрічі з Головнокомандувачем ЗСУ

З 24 лютого 2022 року робота фонду масштабувалася на всю Україну (з 2014 до 2022 рр. фонд забезпечував бойові бригади, які тримали оборону в Луганській та Донецькій областях). Наразі фонд підтримує майже всі бойові частини, підрозділи Збройних сил, Сил безпеки та оборони.
З 2014 року до 23 лютого 2022 року фонд зібрав для армії понад 281 мільйон 611 тисяч гривень. За 60 днів від дня початку повномасштабного вторгнення Росії небайдужі перерахували для армії 3 мільярди 118 мільйонів 705 тисяч 697 гривень.
На початку вторгнення фонд визначив 7 пріоритетних напрямів допомоги армії: тепловізійна та нічна оптика, технічні засоби розвідки та обробки інформації, транспорт, снайперське спорядження, засоби індивідуального бронезахисту, засоби зв'язку, командні пункти управління.
З 24 лютого через запит від військових та загальну ситуацію на передовій фонд почав закуповувати бронежилети. За попередні роки роботи організація закупила понад 100 бронежилетів, за 2 місяці повномасштабного вторгнення — понад 17 000 бронежилетів та комплектів бронеплит із плитоносками.
З 24 лютого до 24 квітня 2022 року закуплено 3457 одиниць тепловізійної оптики, 2793 квадрокоптерів. Також для Збройних сил придбано 126 безпілотних авіаційних комплексів. Придбано понад 17 тисяч засобів зв'язку, зокрема захищеного, та пристроїв, що посилюють його.
За 2 місяці повномасштабного вторгнення фонд передав різним частинам і підрозділам української армії 2310 ноутбуків та моніторів. Також «Повернись живим» забезпечує армію новими чи мінімально вживаними авто, щоб на їхній базі створювати мобільні групи. Наразі у війська передано 77 авто.
8 вересня 2022 року голова фонду — Тарас Чмут оголосив, що їм вдалося придбати 11 бронеавтомобілі LC79 APC-SH Fighter2 вартістю 2 321 000 €, що повністю відповідають вимогам Європейського комітету стандартизації (CEN) та мають захист рівня FB6. Бронеавтомобілі були передані 36 окремій бригаді морської піхоти.

## Збір коштів. Звітність
Збір коштів на потреби української армії відбувається окремо від залучення благодійних внесків на операційну діяльність фонду.
Кошти, зібрані на армію, та витрати на потреби ЗСУ оприлюднюються на сайті організації.
Фонд збирає кошти за допомогою різноманітних систем грошових переказів. Підтримати ЗСУ можна через рахунки в «Приватбанку» та «Ощадбанку», SWIFT, Fondy.eu, криптогаманці. Фонд «Повернись живим» повністю аполітичний. Чинні співробітники та члени Наглядової ради не можуть бути членами жодних партій, обіймати державні посади і здійснювати будь-яку політичну агітацію.
Середня сума грошей, що 2022 року збирав фонд — 300 млн грн на місяць.

### Партнери фонду
За даними очільника фонду Тараса Чмута, постійними партнерами фонду є:
| Перелік компаній, що є партнерами фонду «Повернись Живим» | Перелік компаній, що є партнерами фонду «Повернись Живим» | Перелік компаній, що є партнерами фонду «Повернись Живим» | Перелік компаній, що є партнерами фонду «Повернись Живим» | Перелік компаній, що є партнерами фонду «Повернись Живим» |
| --------------------------------------------------------- | --------------------------------------------------------- | --------------------------------------------------------- | --------------------------------------------------------- | --------------------------------------------------------- |
| Uklon                                                     | DOU                                                       | MacPaw                                                    | MTI                                                       | Dodo socks                                                |
| SoftServe                                                 | Portmone                                                  | Grammarly                                                 | Nova Poshta                                               | Privat Bank                                               |
| GlobalLogic                                               | Eleks                                                     | Vodafone                                                  | Work UA                                                   | Kyivstar                                                  |
| Letyshops                                                 | Monobank                                                  | Okko                                                      | N-iX                                                      | EVA                                                       |
| PLVision                                                  | Pray4Ukraine                                              | Reli3f                                                    | Tokens4Cause                                              | Сільпо                                                    |
| Fishka                                                    | Sombra                                                    | Just Answer                                               | GreenM                                                    | Valtech                                                   |
| City24                                                    | Arzinger                                                  | Glovo                                                     | Lemon.io                                                  |                                                           |
| Ciklum                                                    | Infopulse                                                 | АГРОМАТ                                                   | Tabletki.ua                                               |                                                           |

Також, на початку серпня 2023 року стало відомо, що хакери запустили ініціативу на підтримку Збройних Сил України. Їх надихнув приклад свого колеги під ніком blazezaria, який знайшов критичну вразливість і отримав нагороду в 1 млн дол. Усю суму він матиме не одразу, її розділять для виплат протягом року. Однак вже одразу хакер вирішив 10 % від суми відправляти фонду «Повернись живим». Спільнота білих хакерів і фонд «Повернись живим» закликали інших комп'ютерних ентузіастів долучитися до кампанії.

## Оцінки
- За оцінкою експертів, опитаних Асоціацією благодійників України, за підсумками роботи в 2014[123], 2015[124], 2017[125] та 2018[126] роках «Повернись живим» входить до числа благодійних і волонтерських проєктів, які діють найбільш ефективно, публічно та прозоро. 2017 та 2018 року організація посіла за відкритістю та прозоростю перше місце в цьому опитуванні[126][127]. Крім того, за підсумками роботи в 2014[123][128], 2016[129], 2017[125] та 2018[126] роках ініціатива потрапила до списку найефективніших проєктів, спрямованих на вирішення конкретних суспільних проблем, а за підсумками роботи в 2015[124], 2017[125] та 2018[126] — до списку благодійних та волонтерських організацій, яким експерти особисто надають або надали б фінансову підтримку.

## Відзнаки
- Засновник групи Віталій Дейнега за волонтерську діяльність нагороджений орденом «За заслуги» III ступеня (указ Президента України від 23 серпня 2014)[130][131] та хрестом Івана Мазепи (указ Президента України від 5 грудня 2019)[132].
- 15 січня 2016 року організація «Повернись живим» була нагороджена недержавним орденом «Народний Герой України»[133][134].
- 13 травня 2016 року міністр оборони України Степан Полторак нагородив волонтерів групи Дар'ю Буру, Віталія Дейнегу, Аліну Жук, Артема Пархоменка, Тетяну Ромах, Вікторію Стократюк та Ірину Турчак медалями «За сприяння Збройним Силам України»[135].
- 22 січня 2022 року організація стала лауреатом І премії відповідальності «Responsibility Award 2021» — нагороди Фонду родини Богдана Гаврилишина для організацій громадянського суспільства, діяльність яких пов'язана з одним або декількома пунктами Декларації відповідальності людини[136][значущість факту?].
- У грудні 2022 організація отримала відзнаку «Варті» в номінації «Регулярна допомога» від компанії «Нова пошта»[137]
- У травні 2025 року Фонд став лауреатом Премії відкритого суспільства від Міжнародного фонду "Відродження"[138]

## Реакція у Росії
ФСБ у 2022 році оголосила застереження кільком громадянам Росії за грошові перекази у фонд «Повернись живим», а 2024 року через аналогічні дії затримала мешканця Новгородської області у справі про державну зраду. У тому ж році до тюремного ув'язнення терміном в 20 років і великого штрафу був засуджений житель міста Липецьк за грошові перекази до Фонду. Навесні цього ж року фонд оголосили «небажаною організацією» в России.